# Mizuhiki

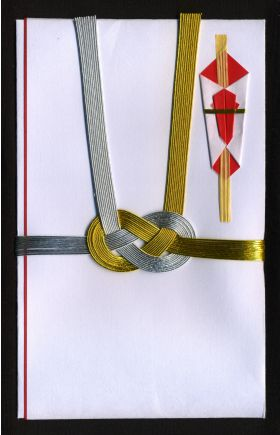
Mizuhiki en un sobre --- esta foto muestra un kekkon mizuhiki de oro y plata adornando un shūgi-bukuro, comúnmente regalado en las bodas.

El mizuhiki (水引, lit. 'tirar del agua') es un antiguo arte japonés de hacer nudos, utilizado sobre todo para decorar sobres, llamados kinpū, que se regalan en fiestas como el Año Nuevo japonés (y se llaman entonces otoshidama) o en ocasiones especiales como nacimientos y bodas (shūgi-bukuro) o funerales (kōden-bukuro). El color del cordón depende de la ocasión, o puede significar la confesión religiosa de quien lo regala en los funerales.
La cuerda rígida de papel de arroz que se utiliza, también llamada mizuhiki, se crea retorciendo tramos de papel de arroz con fuerza, antes de almidonarlos para darles resistencia y rigidez, y colorearlos con mylar o finas hebras de seda, o simplemente pintando la cuerda.
El arte del mizuhiki se remonta al periodo Asuka de Japón, durante el cual un enviado de la dinastía Sui trajo regalos adornados con cuerdas de cáñamo rojas y blancas.

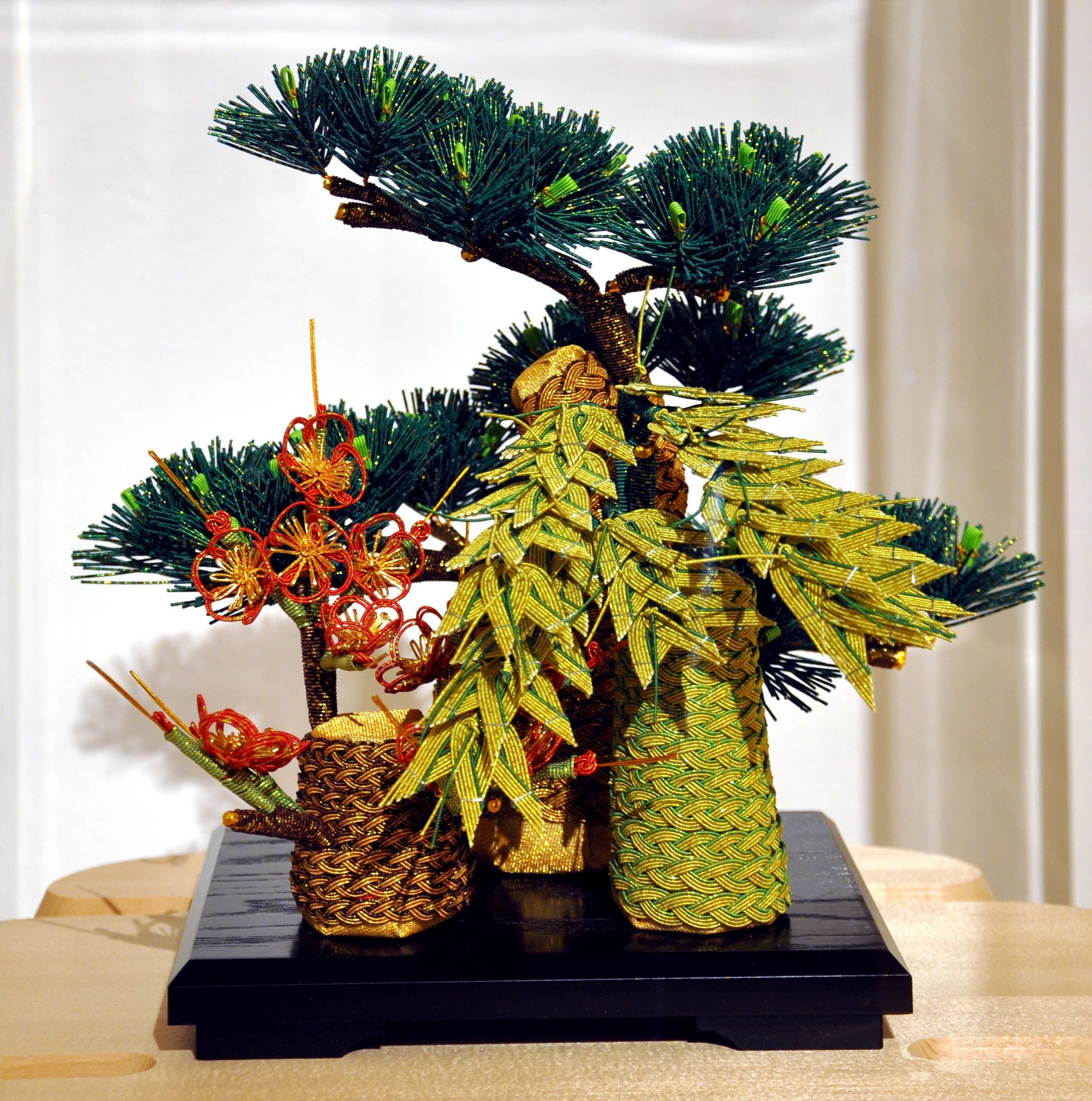
Maqueta de un árbol bonsái, regalo de compromiso hecho con mizuhiki.

Otras formas de mizuhiki incluyen el uso de la cuerda para crear joyas de papel, o la creación de arte tridimensional con diferentes formas utilizadas para diferentes significados auspiciosos; grullas, ranas, peces, dragones y tortugas se encuentran entre los más populares. 
En 2019, se fundó en Tokio la Asociación Modern Mizuhiki.